# Reeth (North Yorkshire)

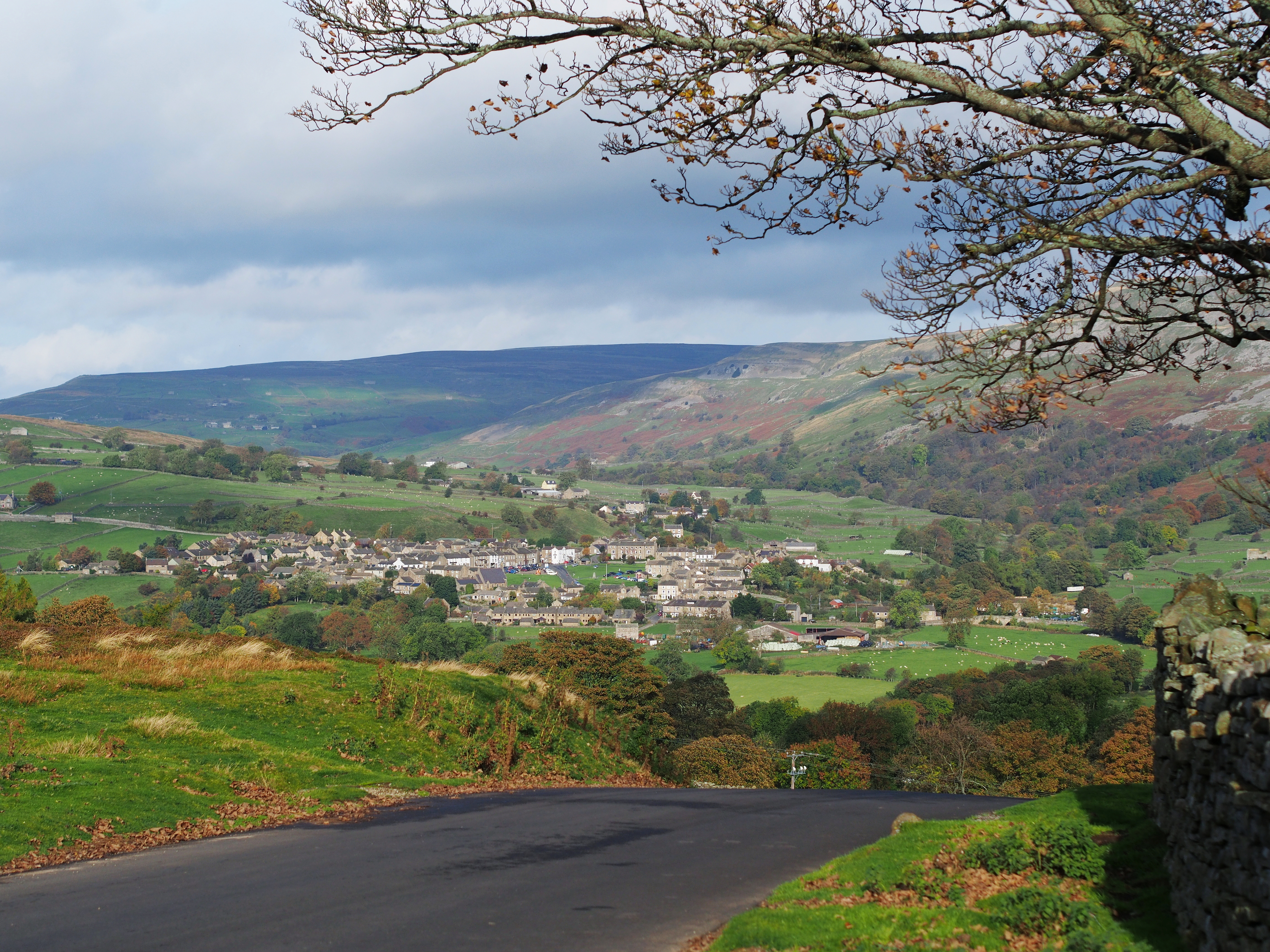
Blick von Südosten auf das Dorf

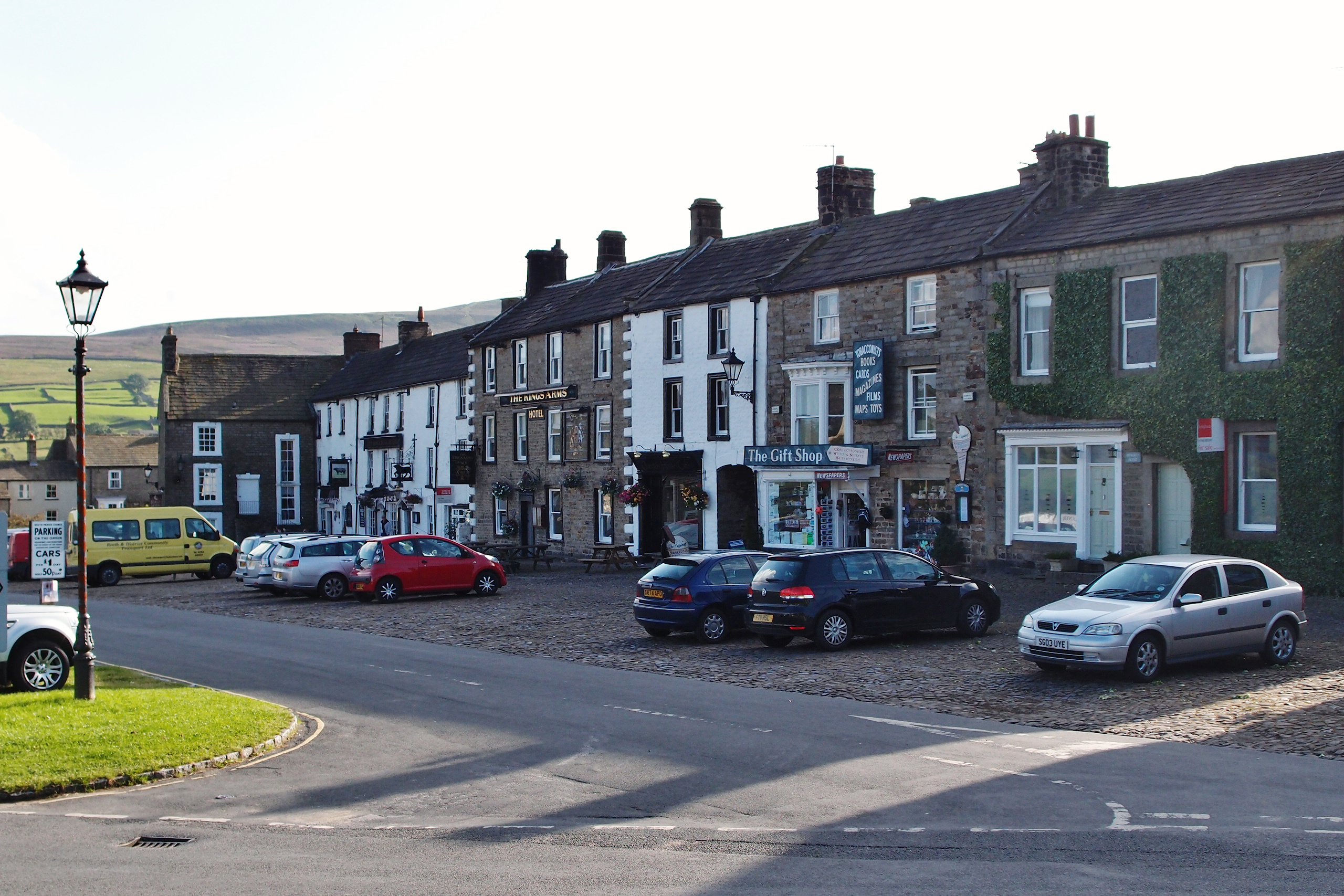
Häuserzeile am Dorfplatz

Reeth ist ein Dorf mit gut 700 Einwohnern in North Yorkshire in England. Es gilt mit seinem Markt und zahlreichen Geschäften als wirtschaftliches Zentrum des oberen Swaledale.

## Lage
Reeth liegt auf der Ostseite der Pennines in den Yorkshire Dales, an der Vereinigung von Swaledale mit seinem größten Seitental, dem Arkengarthdale, zwischen den beiden Flüssen.
Durch den Ort führt die B6270 von Richmond nach Kirkby Stephen, von der im Dorf eine kleinere Straße durch Arkengarthdale und nach Barnard Castle abzweigt. 
Mitten im Ort liegt ein großer begraster Dorfplatz („village green“), von der Durchgangsstraße durchschnitten, auf dem zwei Denkmäler stehen. 

## Einrichtungen
Um den zentralen Dorfplatz gruppieren sich Einkaufsläden, Hotels und Gaststätten, Fachgeschäfte, Postfiliale, Pubs und Tearooms, die dem Zentrum ein schon kleinstädtisches Erscheinungsbild geben. Markttag ist Freitag, der Markt findet auf dem westlichen Teil des Dorfplatzes statt. Ebenfalls am Dorfplatz, direkt neben dem Black Bull Hotel, liegt eines der fünf Nationalparkzentren des Yorkshire-Dales-Nationalparks.
Es gibt vier Hotels im Ort. Das Reeth Medical Centre am Westrand des Ortes, die einzige Arztpraxis in zwölf Kilometer Umkreis, sorgt für die medizinische Versorgung von etwa 1600 Patienten in einem Einzugsbereich von über 500 km².
In Reeth gibt es zwei aktive Kirchen: Die Methodistenkapelle an der Ostseite des Dorfplatzes besteht seit 1797. Die größere Congregational Church an der Südseite des Dorfplatzes wird von einer reformierten Gemeinde genutzt und war ab 1787 Heimat freikirchlicher Gemeinden.

## Tourismus
Mit seinen Hotels, zahlreichen privaten Ferienunterkünften sowie einem Campingplatz ist Reeth ein günstiger Standort für Urlauber im Yorkshire-Dales-Nationalpark.
Auf dem Coast to Coast Walk stellt Reeth ein Etappenziel dar. Es ist außerdem der östliche Endpunkt des 2018 eröffneten Swale Trail, eines familienfreundlichen Rad- und Wanderweges durch das Tal aufwärts bis nach Keld, und wird vom regionalen Herriot Way durchquert.
Im angrenzenden Fremington liegt das Dales Bike Centre mit Fahrradverleih.

## Verkehr

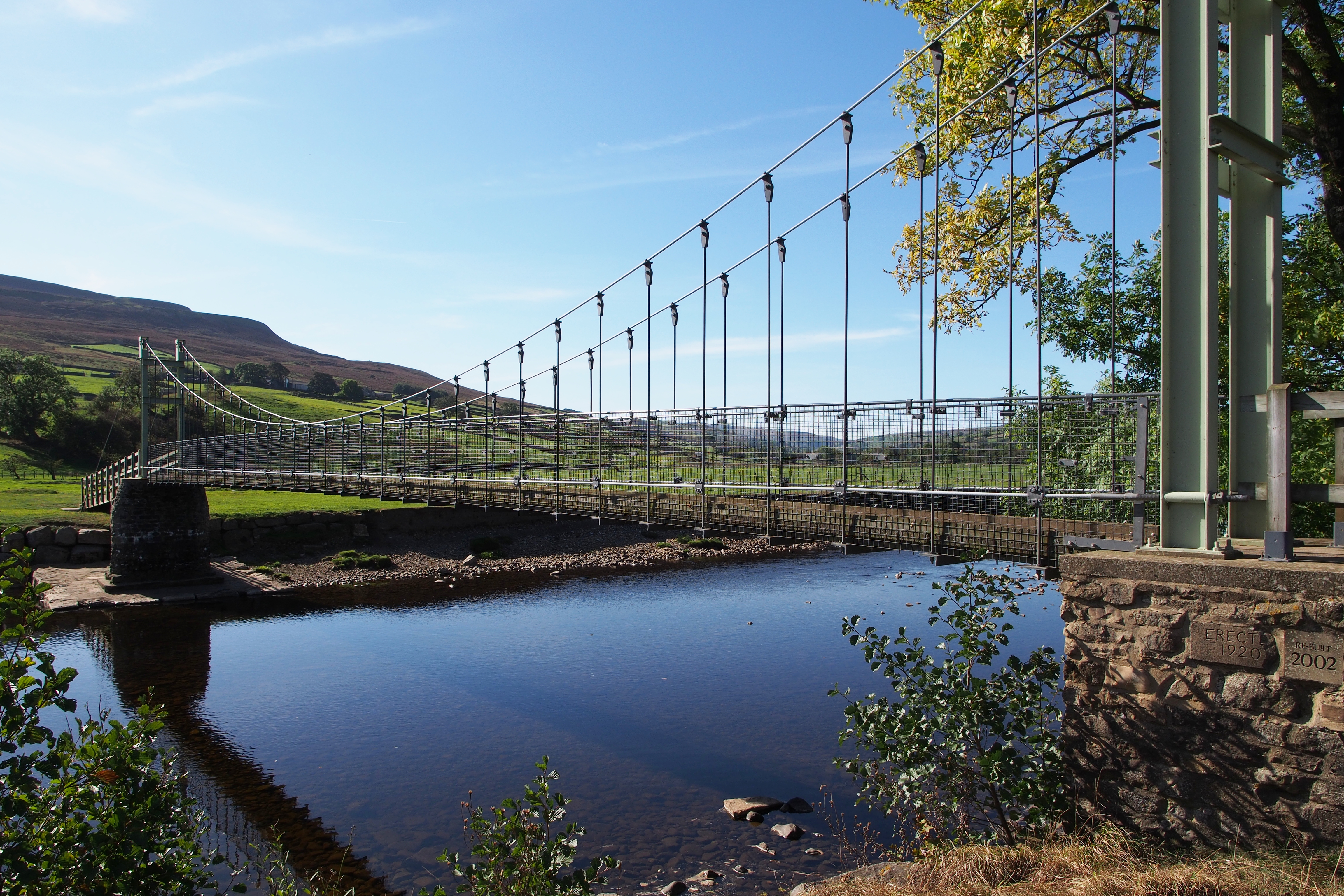
Reeth Swing Bridge

Durch Reeth verkehrt mehrmals werktäglich ein Bus von Richmond nach Keld und zurück.
Westlich des Ortes führt eine auffallend aufwendig konstruierte Fußgängerbrücke über den Swale, die Reeth Swing Bridge. Sie wurde erstmals im Dezember 1920 nach jahrelangen Verhandlungen fertiggestellt, um den Kindern der Farmpächter südlich des Swale einen sicheren Weg zur Schule in Reeth zu bieten. Finanziert wurde der Bau damals zu zwei Dritteln von den betroffenen Landwirten, den Rest übernahm der Landkreis. Die Brücke wurde am 19. September 2000 von einem im Fluss treibenden Baumstamm zerstört. Obwohl der ursprüngliche Wegebedarf für Schulkinder heute nicht mehr besteht und die Brücke nun vorwiegend touristischen Interessen dient, wurde sie mit Unterstützung des Yorkshire-Dales-Nationalparks bis 2002 weitgehend originalgetreu wieder aufgebaut.

## Veranstaltungen
Jährlich am letzten Montag im August, einem Bank Holiday, wird die Reeth Show abgehalten, gleichzeitig Leistungsschau und Dorffest.
Reeth ist das Zentrum des Swaledale Festival, das für zwei Wochen Ende Mai/Anfang Juni weltberühmte Musiker in die Region bringt.  2020 fand es wegen des Coronavirus nicht statt.

## Sonstiges
In Reeth und Umgebung wurden etliche Außenaufnahmen der Fernsehserie Der Doktor und das liebe Vieh gedreht.
Am 5. Juli 2014 führte die erste Etappe der Tour de France von Leeds nach Harrogate durch Reeth.